# Зимна градина
Зимната градина представлява пристройка към сграда или самостоятелна сграда, чиито покрив и странични стени в по-голямата си част са от стъкло. Добре конструираната зимна градина използва ефекта на оранжерията /да не се бърка с атмосферния парников ефект/ вместо конвенционалните техники за отопление за постигане на температура на помещението, която позволява презимуването на определени растения. Пасивното използване на слънчевата светлина води дори при минимално слънцегреене или разсеяна светлина до значително затопляне на въздуха в помещението в сравнение с въздуха навън. За да се увеличи този ефект, по-голямата част от стъклената фасада трябва да е обърната на Юг.

## История
Зимната градина, в познатия днес вид, има своите корени в Англия. През XVIII век там се създават многобройни луксозни пристройки към къщи, които са били достъпни само за заможни семейства. Предшествениците на зимната градина могат да се намерят още в Античността, когато също са се строили постройки за отглеждането на растения и плодни дървета от презокеанските колонии.
Трайно развитие на стила на зимната градина има през Викторианската епоха, когато оранжериите се радвали навсякъде на нарастваща популярност. Конструкциите от стъкло и стомана били богато украсявани в стила на времето и станали част от една архитектурна форма, която създала цяла епоха и която се разпространила върху целия европейски континент. Остъклени парници и оранжерии за палми станали характерна черта на ботаническите градини и дали нови импулси за развитие на архитектурата.
През Викторианската епоха зимните градини се превърнали за първи път в помещения, където хората прекарвали времето си и общували. Те вече не били само изложбени помещения, а оборудвани с маси, столове и пейки създавали у хората едно ново усещане за жилищно и жизнено пространство.
След 1880 г. и в Германия зимните градини стават модерни като част от бюргерските къщи и летните вили. До 30-те години на 20 век класическият стил на зимните градини бил изключително популярен в Германия. Днес обаче те вече не са израз на носталгичен поглед към миналото, а носители на нови архитектурни форми. Вследствие на петролните кризи през 1973 и 1979/80 г. и нарасналото екологично съзнание, както и на други фактори, слънчевата светлина се превръща в енергиен източник, а заедно с нея стъклото бива открито наново за архитектурата.
Ранна форма на зимните градини са оранжериите. Те са били и отчасти продължават да бъдат изграждани като долепени до къщата постройки.

## Топлинен режим
Ако зимната градина през деня не използва за отопление слънчевата светлина, то топлинните разходи ще бъдат значително по-големи отколкото при традиционните стени и ще изискват три до четири пъти по-голяма отоплителна мощност. Обратно на това, голямото количество на използваната соларна енергия /слънчева топлина/, както и на разсеяна светлина, ще доведат до драстично намаляване на дните, когато е необходимо да се отоплява. Голяма част от соларната енергия може да се използва за отопляване на съседните помещения, така че годишните разходи по отопляването на цялата полезна площ няма да нараснат много. Ако зимната градина не използва соларна енергия за отопление и не се използва като жилищно пространство /температура по-ниска от 19 градуса/, то тя трябва да се отдели от къщата посредством врати и по-този начин ще служи като буферна зона.
Използването на подово отопление, на радиатори, както е в стари постройки, на топлината от камини и др. има своите минуси по отношение разхищението на енергия и по-ниската ефективност. Затова най-добрият начин за отопляване на зимните градини остава естествената слънчева светлина. Важен е и подборът на растенията, които могат да презимуват в този вид градина.
За съхраняване на слънчевата топлина могат да се използват например теракотени плочки за пода или да се изгради масивна стена от тухли, която да акумулира топлина.
Прекомерното затопляне на зимната градина или проблеми с проветривостта на помещението могат да се избегнат чрез т.нар. „хипокаустова система“, при която топлият въздух в градината превръща водата в пара, парата бива всмукана на най-високото място на градината и чрез хипокаустови тръби се връща към пода, където водната пара се кондензира, освобождава топлина и затопля пода.

## Видове градини
По отношение на използваната техника се различават три вида зимни градини.
- Студена зимна градина: това е остъклено помещение, което се използва за презимуването на студоустойчиви растения. То не се отоплява или се отоплява до 12 градуса.

- Умерено топла зимна градина: тук температурата се движи между 12 и 19 градуса според стандартните предписания

- Топла зимна градина, подходяща и за живеене. Там през цялата година цари приятен климат, особено подходящ за тропически растения с високи изисквания. При този вид градини са в сила строгите правила за енергийна ефективност при постройки със стъклени покриви и фасади.

По отношение на разположението спрямо основната жилищна постройка, се различават два вида зимни градини.
- Самостоятелна постройка. Зимната градина се изгражда като самостоятелна постройка в двора / градината без връзка с основното жилище.

- Прикрепена постройка. Зимната градина се изгражда долепена до някоя от стените на жилищната постройка (обикновено южната страна). В повечето случаи в стената на жилището се изработва врата, която служи за вход на зимната градина.

- Вградена зимна градина – сравнително по рядко срещан вид, тези постойки се вграждат в къщата. В този случай, зимната градина няма самостоятелна външна стена, а предоставя стъклен покрив на основното помещение.

### Викторианска зимна градина
Особено стилистично направление в зимните градини са викторианските зимни градини. Те слагат английски отпечатък от епохата на кралица Виктория върху формите и украсата на градината.

### Едуардска зимна градина (Edwardian conservatory)
Народен стил зимна градина. За разлика от лукса и формите на Викторианската градина, тази се отличава с прости и функционални правоъгълни форми и наклонен покрив за максимално използване на пространството.

## Предпазна система срещу прегряване и охладителна система
За да може да се използва през цялата година, една зимна градина трябва да разполага както със защита срещу прекомерно слънцегреене, така и с охладителна система, съответно с терморегулатор, за да се пести енергия. Ако градината гледа на Юг и самият регион е с топъл климат, пред градината може да се засади широколистно дърво /кестен, круша и др./, чиито листа пазят помещението през лятото, а през зимата, след опадване на листата пропускат достатъчно слънчева светлина. Могат също така да се поставят големи растения, например малки дръвчета, в саксии пред фасадата.

## Отглеждани растения
Зимната градина не е парник, при който се обръща по-голямо внимание на светлопропускливостта на стъклото и на изолацията. Обикновено при зимната градина има големи температурни разлики, които не всички растения могат да издържат. Много тропически растения се нуждаят от по-висока влажност, от по-дълги летни дни или допълнително осветяване през зимата, с една дума от оптимални температури, които нямат почти нищо общо с необходимата за живеене атмосфера. Необходимостта от охлаждане на помещението с цел избягване на прекаленото затопляне може да доведе до течение, което се отразява отрицателно върху растенията. Най-подходящи за зимната градина за цитрусовите дръвчета, камелиите и еуфорбиите, които могат да понесат дори и известно застудяване. В зимната градина могат да се отглеждат и зеленчуци.